# Kerry Ellis
Kerry Jane Ellis (Haughley, Suffolk, Anglaterra, 6 de maig de 1979) és una cantant i actriu de teatre anglesa. Coneguda per haver protagonitzat al West End i a Broadway el personatge d'Elphaba del musical Wicked. Els principals paper que ha interpretat al West End inclouen a Nancy en el revival d′Oliver! del productor Cameron Mackintosh, Fantine en Les Misérables, Meat a la producció original de We Will Rock You, i Eliza Doolittle al revival del 2001 de My Fair Lady. El seu àlbum debut, Anthems, va sortir a la venda el 13 de setembre de 2010.
Ellis va néixer a Haughley una vila prop de Stowmarket. Va créixer amb el seu germà gran, Andrew Ellis. Va estudiar a Stowmarket High School, als 16 anys va unir-se a Starmakers a Potter's Leisure Resort amb el qual va estar involucrada fins a l'any 1997 durant les seves vacances d'universitat. Mentre era membre de Starmakers, va interpretar números musicals com "Memory" del musical Cats i "Sun and Moon" del musical Miss Saigon. De petita acudia a classes de dansa, descrivint-se a ella mateixa com una nena hiperactiva, no només gaudint actuant en shows locals i en pantomimes sinó també nadant i practicant equitació.
Després de graduar-se en Arts Interpretatives al Laine Theatre Arts, va debutar al West End l'any 2001 en el musical My Fair Lady com a substituta de la Martine McCutcheon en el paper d'Eliza Doolittle. A continuació va crear el paper de Meat en el musical We Will Rock You i interpretant els papers principals els en Les Misérables, Wicked i Oliver!, des d'aleshores Ellis ha esdevingut una reconeguda actriu de teatre que ha guanyat diversos premis per les seves interpretacions al West End i a Broadway.
Ha expandit el seu repertori com a artista en solitari en col·laboració amb el músic de rock Brian May, Ellis va publicar el seu primer single Wicked in Rock (2008) el qual ha estat seguit pel seu primer àlbum en solitari Anthems (2010). Arribant al lloc número 15 en les ràdios britàniques, aquest primer album anirà seguit per la seva primera gira pel Regne Unit, Anthems: The Tour, el maig del 2011.

## 1979-1997: començament
Kerry Jane Ellis va néixer el 6 de maig de 1979 a Haughley, un petit poble a prop de Stowmarket, Suffolk, els seus pares són Sally Ellis i Terry John Ellis. Descrivint-se a ella mateixa com una nena força moguda, assistí a classes de dansa gaudint de les produccions locals i les pantomimes com també practicant natació i equitació. Les seves influències musicals van venir de la mà de Liza Minnelli i Barbra Streisand. Reconeix que no va descobrir la seva habilitat vocal fins que no va arribar a la universitat i va començar a treballar. El seu primer paper sobre l'escenari va ser en una producció amateur del Mag d'Oz al Wolsey Theatre, a l'edat de 9 anys, interpretava el paper de Munchkin. Mentre estudiava al Stowmarket High School, completava la seva experiència laboral amb Starmarkets, una companyia d'entreteniment de vacances al Potters Leisure Resort a Hopton-on-Sea, Norfolk. A l'edat 16 anys, va abandonar l'institut per començar a treballar amb el Resort's Professional Theatre Company durant les temporades d'estiu de 1995 i 1997 on la Kerry cantava en un estil de cabaret i apareixia a la majoria d'actuacions.

## 1997-2002: principis de la seva carrera i My Fair Lady
Ellis va estudiar durant tres anys a la Laine Theatre Arts, una universitat independent d'arts interpretatives, de la qual es va graduar l'any 1998, va ser la primera substituta de Marti Webb en un tour pel Regne Unit anomenat The Magic of the Musicals, on va haver d'actuar en nombroses ocasions durant l'absència de Webb. Tot i així, va incrementar la seva experiència musical a banda de tot el que havia fet al teatre, passant nou mesos sabàtics treballant en un creuer, el MS Voyager of the Seas l'any 1999 on va ser contractada com a cantant principal com a part de la part d'entreteniment del creuer. Després d'aquest contracte, la seva professió teatral inclou personatges com la Mary a Merrily We Roll Along al Yvonne Arnaud Theatre i papers principals en pantomimes com ara Dick Whittington, Aladdin i Ventafocs. Addicionalment, també ha aparegut en dues workshop: Way Beyond Blue, dirigida per Trevor Nunn i escrita per Imogen Stubbs on Kerry interpretava a Eva Cassidy, i Helena a Helen of Troy dirigida per Gary Griffin.
La seva primera aparició a la televisió va ser a Children in Need, el programa anual de caràcter caritatiu de la BBC l'any 1999, on va interpretar Pudsey the Musical. El mateix any, va aparèixer en un jingle per Capital FM.
Es va incorporar al cast original de Cameron Mackintosh' el musical My Fair Lady, on Ellis va fer el seu debut en el West End a finals del 2000, fent de segona substituta de la Martine McCutcheon en el paper d'Eliza Doolittle. El musical inicialment va ser interpretat al Lyttelton Theatre, però després es va traslladar al Theatre Royal, Drury Lane. Ellis, durant la malaltia de Martine i de la substituta d'aquesta, Kerry Ellis interpretar el paper d'Eliza fins a cinc vegades amb Jonathan Pryce i Dennis Waterman. Recorda que aquest fet va ser fantàstic per guanyar experiència del cast i l'equip creatiu de My Fair Lady. Ellis va abandonar la producció a principis de l'any 2002.

## Vida privada
Kerry Ellis viu a Hitchin, Hertfordshire amb el seu marit, James Townsend el qual és entrenador de futbol, i dos gossos de la raça Jack Russel Terrier anomenats Jack i Ocho. Després del seu compromís el novembre de 2010, la parella es va casar el dia 8 de setembre de 2011.

## Teatre musical i premis
| Data d'inici          | Data de tancament      | Producció        | Personatge                         | Venue(s)                             | Premis i nominacions |
| --------------------- | ---------------------- | ---------------- | ---------------------------------- | ------------------------------------ | --- |
| 6 de març de 2001     | 20 de juny de 2001     | My Fair Lady     | Swing Eliza Doolittle (understudy) | National Theatre's Lyttelton Theatre | |
| 21 de juliol de 2001  | principis del 2002     | My Fair Lady     | Swing Eliza Doolittle (understudy) | Theatre Royal, Drury Lane            | |
| 14 de maig de 2002    | 17 d'abril de 2004     | We Will Rock You | Meat                               | Dominion Theatre                     | |
| 14 de juny de 2004    | 9 de juny de 2005      | Miss Saigon      | Ellen                              | Varis a través del Regne Unit        | |
| 27 de juny de 2005    | 24 de juny de 2006     | Les Misérables   | Fantine                            | Queen's Theatre                      | |
| 7 de setembre de 2006 | 30 de desembre de 2006 | Wicked           | Elphaba (standby)                  | Apollo Victoria Theatre              | |
| 1 de gener de 2007    | 7 de juny de 2008      | Wicked           | Elphaba                            | Apollo Victoria Theatre              | - Guanyadora: 2008 Whatsonstage.com Theatregoers' Choice Award for Best Takeover in a Role - Nominada: 2007 Lastminute.com People's Choice Theatre Award for Favourite Theatre Actress |
| 12 de maig de 2008    | 13 de maig de 2008     | Chess in Concert | Svetlana                           | Royal Albert Hall                    | |
| 17 de juny de 2008    | 9 de novembre de 2008  | Wicked           | Elphaba                            | Gershwin Theatre                     | - Guanyadora: 2009 Broadway.com Audience Award for Favorite Female Breakthrough Performance                                                                                            |
| 1 de desembre de 2008 | 9 de maig de 2009      | Wicked           | Elphaba                            | Apollo Victoria Theatre              | |
| 29 de març de 2010    | 8 de gener de 2011     | Oliver!          | Nancy                              | Theatre Royal, Drury Lane            | - Nominada: 2010 BroadwayWorld.com UK Award for Best Leading Actress in a Musical - Nominada: 2011 Whatsonstage.com Theatregoers' Choice Award for Best Takeover in a Role             |

## Discografia
- Wicked in Rock (2008)
- Anthems (2010)

### Àlbums d'estudi
| Any  | Detalls de l'àlbum                                                                                   | Posició a les llistes d'èxits (UK) |
| ---- | --- | ---------------------------------- |
| 2010 | Anthems - Publicat: 13 de setembre de 2010 - Label: Decca, Universal - Formats: CD, digital download | 15                                 |

### Musicals
| Any  | Detalls de l'àlbum                                                                                                  |
| ---- | --- |
| 2008 | Wicked in Rock - Publicat: 7 de juliol de 2008 - Label: Duck Productions - Formats: 12" vinyl, CD, digital download |

### Bandes sonores
| Any  | Detalls de l'àlbum | Notes |
| ---- | --- | --- |
| 2001 | My My Fair Lady (2001 London Cast Recording) - Publicat: 23 de juliol de 2001 - Label: First Night - Formats: CD                  | - Ellis és part del conjunt. |
| 2003 | We Will Rock You (The Original London Cast Recording) - Publicat: 26 de maig de 2003 - Label: EMI - Formats: CD, digital download | - Ellis interpreta les cançons "I Want It All", "Headlong" i "No-One But You (Only the Good Die Young)". - És una gravació en viu del musical al Dominion Theatre.                                                  |
| 2009 | Chess in Concert - Publicat: 16 de juny de 2009 - Label: Reprise Records - Formats: CD, digital download                          | - Ellis interpreta les cançons "Someone Else's Story", "The Deal (No Deal)", "I Know Him So Well" i "Endgame (Part 3)". - És una gravació en viu del musical Chess in Concert al Royal Albert Hall el maig de 2008. |

### Àlbums en directe
| Any  | Detalls de l'àlbum                                                                |
| ---- | --------------------------------------------------------------------------------- |
| 2009 | Champions of Rock - Publicat: 10 d'abril de 2009 - Label: no se sap - Formats: CD |

### Senzills
| Any                                      | Single                                     | Posició a les llistes d'èxits (UK) | Àlbum            |
| ---------------------------------------- | ------------------------------------------ | ---------------------------------- | ---------------- |
| 2005                                     | "No-One but You (Only the Good Die Young)" | —                                  | Wicked in Rock   |
| 2008                                     | "Defying Gravity"                          | —                                  | Wicked in Rock   |
| 2010                                     | "I'm Not that Girl"                        | —                                  | Anthems          |
| 2010                                     | "Anthem"                                   | —                                  | Anthems          |
| 2011                                     | "Defying Gravity" (G-A-Y remix)            | TBA                                | Non-album single |
| "—" denotes releases that did not chart. |                                            |                                    |                  |

### Com a cantant
| Any                                      | Single                                         | Posició a les llistes d'èxits (UK) | Àlbum                         |
| ---------------------------------------- | ---------------------------------------------- | ---------------------------------- | ----------------------------- |
| 2008                                     | "Behind these Walls" (amb Scott Alan)          | —                                  | Keys: The Music of Scott Alan |
| 2009                                     | "Somebody to Love" (amb Only Men Aloud!)       | —                                  | Band of Brothers              |
| 2010                                     | "Wind Beneath My Wings" (amb RAF Central Band) | —                                  | Reach for the Skies           |
| 2010                                     | "Come What May" (duet amb Alfie Boe)           | —                                  | Bring Him Home                |
| "—" denotes releases that did not chart. |                                                |                                    |                               |